# Rezeptionsästhetik
Die Rezeptionsästhetik fragt nach der gedanklichen und emotionalen Wahrnehmung künstlerischer Werke und inwieweit sie bereits im Gegenstand angelegt ist bzw. erst im Prozess der Rezeption entsteht.
Zuerst eine Richtung der Literaturtheorie, befasst sie sich inzwischen mit allen Künsten.
Rezeption ist abgeleitet vom lateinischen recipere (empfangen, aufnehmen), Ästhetik vom altgriechischen αἴσθησις aísthesis (Wahrnehmung). Gelegentlich wird die Rezeptionsästhetik auch nach ihrem Ursprungsort als Konstanzer Schule bezeichnet. Die angelsächsische Variante der Rezeptionsästhetik wird reader-response criticism genannt.
Mehrere Strömungen lassen sich heute unter dem Begriff einander gegenüberstellen. Die Differenzierung erfolgt dabei vor allem im Blick auf die theoretischen Konzepte, mit denen hier Bedeutung hergestellt wird. Es geht bei den meisten der Strömungen um das Verständnis, das der Gegenstand selbst erzeugt, dadurch, dass er von einer Verständnisposition ausgeht und diese mit Informationen beliefert – einen „impliziten“ vom Text selbst gestalteten Leser handhabt. Die Interpretation soll ermitteln, was dieser vorausgesetzte Rezipient bei voller Entfaltung des Textes (oder beliebigen Kunstwerkes in seinen Bedeutungsangeboten) verstehen muss. In Erweiterung dieses Ansatzes kann die Forschung notieren, wie sich das Verständnis historisch entfaltete. Forschungsrichtungen, die an realen „empirischen“ Lesern interessiert sind, an historisch nachweisbaren Rezipienten und ihren „Rezeptionszeugnissen“, an Notizen in Tagebüchern und Briefen etwa, aus denen sich ersehen lässt, wie sie bestimmte Bücher lasen, bestimmte Musik erlebten, bestimmte Bilder sahen, werden im Allgemeinen bereits der Sozialgeschichte der Literatur oder Kunst zugeordnet, auch wenn sie selbst den Begriff im Interesse an seiner Fortentwicklung für sich reklamieren können.
Die zentralen Vertreter der Konstanzer Schule waren der Romanist Hans Robert Jauß, der Latinist Manfred Fuhrmann, der Anglist Wolfgang Iser sowie der Germanist Wolfgang Preisendanz.

## Problemstellung
Die Rezeptionsästhetik ist im größeren Kontext eine Antwort auf die in das 20. Jahrhundert hineinwirkende Literaturinterpretation des 19. Jahrhunderts. Gemeinsam war deren Strömungen ein starkes Interesse am Autor und seinen Intentionen sowie die Zielsetzung, das Kunstwerk als Artefakt einer Zeit und Nation zu interpretieren, es als Schlüssel zum Verständnis anderer Epochen und Kulturen zu lesen.
Im 20. Jahrhundert stellten sich besonders die textimmanenten Interpretationsansätze gegen diese Lektüreangebote. Im Interesse daran, die Forschung wieder auf den Gegenstand, das Kunstwerk auszurichten, wurde in Strömungen, wie beispielsweise dem New Criticism, die Frage gestellt, was diesem Kunstwerk seinen besonderen ästhetischen Wert verleiht und worin genau seine Kunst liegt gegenüber weniger vollendeten Artefakten.
Die Rezeptionsästhetik bricht mit diesen Interpretationsansätzen – indes nicht vollständig. Sie drängt Fragen nach dem Werk zurück gegenüber Fragen nach der Wahrnehmung, die es auslöst, und sie öffnet sich damit Fragen nach dem Prozess, in dem die Wahrnehmung geschieht, nach den Informationen, die in sie einfließen, auch nach Verständnishorizonten, die das Kunstwerk stillschweigend oder in offenen Anspielungen voraussetzt. Die Rückkehr zur Frage nach dem, was der Autor sagen wollte, ist damit ausgeschlossen – diese Frage ist allenfalls ein Teil der Wirkung, die der Text entfaltet. Die Frage danach, wie der Text funktioniert, wie er wirkt, was ihn spannend macht, was ihm Reiz gibt, was er mit dem Leser tut, steht dagegen wie in den textimmanenten Interpretationen, jedoch nun viel klarer, im Zentrum. Skepsis bleibt hier gegenüber dem empirisch nachweisbaren Leser. Der Theorie nach nutzt er im Idealfall Möglichkeiten, die im Text angelegt sind. Im schlechteren Fall stülpt er dem Text aber eine Bedeutung seiner Wahl über. Der Literaturwissenschaftler agiert demgegenüber als Leser, der theoretisch mit dem Text gegebene Lektüremöglichkeiten untersucht; die gesamte „Rezeptionsgeschichte“, die Geschichte des Verstehens, die ein Werk findet, kann bei entsprechendem Begriffsverständnis als Teil des Untersuchungsfeldes gesehen werden: Hier entfalten sich mögliche Verständnisse, hier stellen sich mögliche Verständnishorizonte im Laufe historischer Auslotung her. Unter den Vertretern der Rezeptionsästhetik blieb strittig, wie mit diesen Ausweitungen, die in die Sozialgeschichte wie in die Kultur- und Fachgeschichte reichen, umzugehen ist.
Kritik zog die Rezeptionsästhetik als letztlich unklar positioniertes Projekt auf sich. Die Verständnishorizonte, nach denen sie fragte, ließen sich so eindeutig, wie erhofft, nicht herstellen. Forschung, die ihre Gegenstände schlichter gegenüber anderen Dokumenten kontextualisiert, hantierte hier offener mit dem Problem des Forschers, der eine Verständnisposition schafft (wie mit Zeitdokumenten der Rezeption, die in der strengen Rezeptionsästhetik zuweilen als wenig hilfreiche, zufällige bis irreführende Lektüren abgetan wurden).

## Positionen
Sowohl für Hans Robert Jauß als auch für Wolfgang Iser stellt die Text-Leser-Auseinandersetzung den wichtigsten Bezugspunkt für die Konstitution von Sinn im Leseakt dar.
Hans Robert Jauß stellt in seiner berühmten Antrittsvorlesung den historischen Verlauf der Rezeption eines Werkes und damit dessen Bedeutung in den Vordergrund. Die Sicht auf ein Werk ist zunächst immer diese aus der Gegenwart des Lesers. Um jedoch das Werk im Sinne Jauß’ hermeneutischer Auffassung – die Iser nicht teilt, da er texttheoretisch interessiert ist – zu verstehen, muss die Rezeptionsgeschichte, wie also das Werk zu welcher Zeit wie verstanden wurde, ebenfalls berücksichtigt werden. Nach Jauß ist der ästhetische Gehalt daran zu bemessen, ob ein Werk einen Horizontwandel des Lesers bewirkt (das wäre klassisch, ästhetisch wertvoll) oder nicht (Trivialliteratur, kurz Schund).
Nach Wolfgang Iser wird der „ästhetische Gehalt“ eines Textes erst im Vorgang des Lesens hervorgebracht. Er trifft die obige Unterscheidung nicht und ist indes ganz anders orientiert. Ihm sind die Begrifflichkeiten: Unbestimmtheitsstelle / Leerstellen, schematisierte Ansicht, impliziter Leser u. a. wichtig. Bedeutung entfalte der Text als Kommunikation mit einem „impliziten Leser“ – einer texttheoretischen, d. h. im Text angelegten Instanz des, wenn man so will, imaginierten Lesers.
Grundlegend ist für Iser der „professionelle Leser“ / „ideale Leser“. Dies ist in diesem Sinne der erfahrene Leser, welcher über fundierte literarische Erfahrung und Wissen verfügt und damit im Stande ist, die im Text angelegten Signale und Querverweise zu erkennen.
Die Rezeptionsästhetik, respektive Wirkungsästhetik, erwies sich mit diesen Setzungen teils als Fortsetzung bestehender Interpretationspraxis. Jauß und Isers Untersuchungen waren vom Kommunikationsmodell mit (entschlüsselndem) Empfänger geprägt. Jauß’ hermeneutischer Ansatz, der auf Hans-Georg Gadamer zurückgeht, bemüht sich im Verstehensprozess des hermeneutischen Zirkels, während Iser sich – wie oben angesprochen – für den Text, dessen Beschaffenheit sowie Aufbau interessiert. Durch den impliziten Leser ist hier die Bedeutung des Textes jedoch stark vorgeprägt. Die Literaturwissenschaft erhielt mit den Setzungen eine privilegierte Position: Sie kann Bedeutungen entfalten, die reale Leser bislang nicht entfalteten; nämlich dann, wenn sie nachweist, welches ästhetische Erlebnis der Sender dem Rezipienten vorgestaltete. Mit poetologischer Expertise und Wissen über Zeithorizonte kommt die Literaturwissenschaft hier realen Lesern zu Hilfe. Sie erlangt auf der anderen Seite neue Kontrolle. So kann sie durchaus zu dem Schluss gelangen, dass der Autor nicht an einen Leser dachte, der diese oder jene neue Interpretation wagt, und diesem Leser damit sagen, dass er hier sein eigenes Spiel spielt – ein wissenschaftlich nicht haltbares.
Eine historische Leserforschung bewirkten die Arbeiten der Konstanzer Schule am ehesten durch den Widerstand, den sie hervorriefen. Die Frage nach historischen Zeugnissen des Umgangs mit Texten, nach tatsächlichen Rezeptionszeugnissen, nach Tagebucheinträgen von Lesern, nach Briefen, aus denen ersichtlich wird, wie Texte gelesen wurden, stellte sich weit eher in der Literatursoziologie und der Buchwissenschaft. Vertreter der Konstanzer Schule notierten hierin eine drohende Einengung der Forschung, ihre Beschränkung auf zufällige Dokumente und deren zeitbedingte Perspektiven. Ein Stillstand der Forschung drohe hier, wo die Ergründung noch gar nicht realisierter Textbedeutung das Ziel bleiben müsse.
Ein zentraler Vertreter in der Kunstwissenschaft ist der Kunsthistoriker Wolfgang Kemp. Er bezieht sich in seinem Ansatz auf die Rezeptionsästhetik der Literaturwissenschaft und argumentiert, dass die Kunstwissenschaft sich der Methodik nicht verweigern sollte, denn in der bildenden Kunst gibt es ein besonders enges Verhältnis von Betrachter und Bild und erst die wechselseitige Beziehung zwischen beiden ermöglicht eine Erschließung des Kunstwerks sowie dessen Zweckerfüllung. Die kunsthistorische Rezeptionsästhetik wurde von Johannes Grave mit dem Konzept der "rezeptionsästhetischen Temporalität des Bildes" weiterentwickelt, in dessen Zentrum die Frage steht, wie Bilder den zeitlichen Prozess ihrer Betrachtung beeinflussen.
In der Literaturdidaktik fußt insbesondere der Ansatz des Handlungs- und produktionsorientierten Literaturunterrichts auf der Rezeptionsästhetik.